# Sachsen-Klasse (2004)
Die Klasse 124 (nach dem Typschiff auch Sachsen-Klasse genannt) ist eine aus drei Fregatten bestehende Kriegsschiffklasse der Deutschen Marine, die primär zur Flugaufklärung und Flugabwehr in Schiffsverbänden konzipiert wurde. Die Sachsen wurde am 4. November 2004 in Dienst gestellt. Ihr folgten die Hamburg (Indienststellung 13. Dezember 2004) und die Hessen (Indienststellung 21. April 2006).
Die Schiffe der Sachsen-Klasse sind offiziell als Fregatten eingestuft. Da die Schiffe im Alleingang operative Aufträge zur Seekriegsführung erfüllen können, handelt es sich de facto jedoch um Zerstörer. Entsprechend ordnen auch manche Fachbücher die Sachsen-Klasse ein. Allerdings verfügen Zerstörer anderer Marinen, wie die Arleigh-Burke-Klasse der US Navy oder die Daring-Klasse der britischen Royal Navy, u. a. über eine wesentlich größere Anzahl an weitreichenden Flugabwehrraketen der Bauarten Raytheon Standard Missiles (SM) 2 bis SM 6 oder MBDA Aster 30.
Die drei Schiffe der Sachsen-Klasse ersetzten die zwischen 1998 und 2003 außer Dienst gestellten Zerstörer der Lütjens-Klasse im Verhältnis 1:1. Ab 2032 sollen sie wiederum durch sechs Fregatten der Klasse 127 ersetzt werden.

## Namensgebung
Der Name Sachsen wurde erstmals von der Panzerkorvette Sachsen der gleichnamigen Klasse getragen, die Namen Hamburg und Hessen zuletzt von Zerstörern der Hamburg-Klasse.

## Entwicklung
Anfang der 1980er Jahre nahm Deutschland am Projekt NATO Frigate Replacement for 90s (NFR-90) teil, das zum Ziel hatte, für alle acht partizipierenden NATO-Länder ein einheitliches Fregattendesign zu entwickeln. Wegen zu großer Unterschiede zwischen den Bedürfnissen der einzelnen Marinen musste das Projekt 1989 eingestellt werden. Die USA bauten auf nationaler Basis die Arleigh-Burke-Klasse, während Großbritannien, Italien und Frankreich sich für ein neuerliches Gemeinschaftsprojekt, die Horizon Common New Generation Frigate (Horizon CNGF), entschieden. Die verbliebenen vier Länder Spanien, Deutschland, die Niederlande und Kanada ließen auf nationaler Basis Machbarkeitsstudien anfertigen. Schließlich konnten sich Spanien, Deutschland und die Niederlande auf ein trilateral zu entwickelndes Grunddesign verständigen, das national gebaut und ausgestaltet werden würde. Im Rahmen dieses Trilateral Frigate Cooperation, kurz TFC, genannten Abkommens wurden in Deutschland die Klasse F124, in Spanien die Álvaro-de-Bazán-Klasse und in den Niederlanden die De-Zeven-Provinciën-Klasse gebaut.
Ähnlich wie die Bremen-Klasse die Schwesterklasse der Kortenaer-Klasse ist, ist die Sachsen-Klasse deshalb die Schwesterklasse der De-Zeven-Provinciën-Klasse. Obwohl sich beide Schiffe äußerlich ähneln, weisen sie eine Reihe von Unterschieden auf: Die De-Zeven-Provinciën-Klasse besitzt 40 Zellen für das VLS (Sachsen-Klasse 32 Zellen) für 32 SM-2 und 32 ESSM, nur einen Bordhubschrauber (Sachsen-Klasse zwei), zwei Gasturbinen (Sachsen-Klasse eine), ein 127/54 Compact als Geschütz (Sachsen-Klasse 76/62 Compact) und die AN/SLQ-25 Nixie zur Torpedoabwehr.
Die erste Einheit Sachsen (F 219) wurde im Januar 2001 fertiggestellt. Während der ersten Probefahrt im August 2001 konnte sie ihre Leistungsfähigkeit unter Beweis stellen. Die Erprobungen verliefen – abgesehen von üblichen kleineren Problemen – erfolgreich. Als Höhepunkte standen die akustische Vermessung der Sachsen vor Eckernförde Anfang September 2001 sowie eine dynamische Erprobung der Radaranlagen unter anderem mit Tornados und Hubschraubern der Deutschen Marine auf dem Programm. Anschließend verlegte die Fregatte für eine weitere Woche zur Fortsetzung die schiffstechnischen Erprobungen in das Skagerrak, bevor sie am 13. September zu Blohm + Voss zurückkehrte. Es wurden vor allem die Neuentwicklungen CDS-Software sowie SMART-L und APAR ersten Tests unterzogen. Da es im Rahmen der entsprechenden Entwicklungsvorhaben keine umfassende Landtestanlage, sondern nur verschiedene Teilanlagen gibt, bestand während der Seefahrt erstmals die Möglichkeit, die Anlagen in endgültiger Serienkonfiguration im Zusammenwirken und unter Seebedingungen zu testen und entsprechende Daten für die Weiterentwicklung der Systeme aufzuzeichnen. Auf der Fregatte Sachsen wurde im Skagerrak am 18. September 2002 der Fähigkeitsnachweis für die neue Sonaranlagengeneration erbracht und gezeigt, dass das Sonar auch bei hohen Fahrstufen gute Ergebnisse liefern kann.
Laut Informationen der Zeitung Schleswig-Holstein am Sonntag von 2006 waren die Fregatten angeblich wegen Softwarefehlern im Führungs- und Waffeneinsatzleitsystem nicht in der Lage, sich ausreichend gegen Angriffe durch Flugzeuge oder Raketen zu verteidigen. Die Fregatten konnten jedoch im Rahmen des UN-Libanon-Einsatzes eingesetzt werden. Der Befehlshaber der Flotte hatte sich in seiner Abschlussrede zur 48. Historisch-Taktischen Tagung der Flotte im Januar 2008 in Warnemünde dahingehend geäußert, dass mit dem Erreichen der Full Operational Capability erst im ersten Halbjahr 2010 zu rechnen sei.
Im September 2011 absolvierte die Sachsen vor der Küste von Südafrika in der Overberg Test Range einen Flugkörpertest, bei dem ein von der Fregatte Schleswig-Holstein auf die Sachsen testweise abgefeuerter Exocet-Seezielflugkörper erfolgreich abgefangen wurde. Weiterhin wurden in diesem Manöver mehrere Drohnen zerstört. Damit konnte die Operationsfähigkeit der Luftverteidigungssysteme unter Beweis gestellt werden.
Im Dezember 2012 genehmigte der Verteidigungsausschuss des Bundestages 75,1 Millionen Euro für die Modernisierung der drei Schiffe der Klasse, welche bis 2017 durch die Firmen Atlas Elektronik und Thales Group durchgeführt wurde. Konkret geht es um den Austausch der obsoleten Konsolenrechner, des Data-Recording-Modules sowie verschiedener Netzwerkanteile durch Komponenten neuester Generation. Dabei wird auch die Versorgungsfähigkeit kritischer CDS-Anteile hergestellt. Gewollter Nebeneffekt ist, dass die Rechnersysteme nach erfolgter Hardwareregeneration künftig ausreichend Kapazität für die Integration neuer Subsysteme und zukünftiger CDS-Funktionalitäten bieten.
Eine erneute Modernisierung steht an; so soll u. a. das EloKa-System FL 1800 S durch das System KORA 40 der Fa. Rohde & Schwarz ersetzt werden.

## Überblick
Ein möglicher Konflikt mit dem Warschauer Pakt im Nordatlantik, der GIUK-Lücke und im Europäischen Nordmeer wurde von der NATO bereits 1957 in der Operation Strikeback geübt. Operation Strikeback war mit 200 Kriegsschiffen, 650 Flugzeugen und 75.000 Personen die größte Marineoperation zu Friedenszeiten und versammelte die größte Flotte seit dem Zweiten Weltkrieg. Zusammen mit zeitgleich laufenden NATO-Übungen wurden 250.000 Personen, 300 Schiffe und 1.500 Flugzeuge auf einer Front von Norwegen bis zur Türkei in Bewegung gesetzt, um den Krieg gegen die Sowjetunion zu simulieren. Um die REFORGER-Konvois zu simulieren, wurden über 200 Handelsschiffe in die Übung eingebunden, darunter auch die Queen Mary und Ile de France, welche beide als Zielschiffe markiert wurden. Nach einer fulminanten „Seeschlacht“, in die auch die beiden Atom-U-Boote Seawolf und Nautilus auf „gegnerischer“ Seite eingebunden waren und 8000 Marines – die nach einem simulierten taktischen Kernwaffeneinsatz in den Dardanellen angelandet wurden, um diese zurückzuerobern (Operation Deep Water) –, belegte die NATO die durch die „gegnerische“ Seite okkupierten norwegischen Stützpunkte mit simulierten taktischen Kernwaffen und konnte so den „Krieg“ für sich entscheiden.
Der Warschauer Pakt führte 1970 die Übung Okean durch, die größte Marineübung der Welt seit dem Zweiten Weltkrieg. Über 200 Schiffe und mehrere hundert Flugzeuge simulierten in der Ostsee, Barentssee, im Atlantik, Mittelmeer, Nordmeer und im Pazifik, in der Philippinensee und dem Japanischen Meer den Krieg gegen die NATO. Bomber flogen simulierte Angriffe gegen sowjetische Einsatzgruppen im Atlantik und Pazifik, welche US-Flugzeugträgerkampfgruppen darstellten. 1981 wurde zusammen mit Syrien amphibische Kriegsführung mit der Anlandung von Truppen geprobt. 1983 wurde in einer großen Marineübung neben den üblichen Angriffen auf „US-Trägerkampfgruppen“ auch mit 40 sowjetischen Handelsschiffen der Kampf mit Konvois geübt.

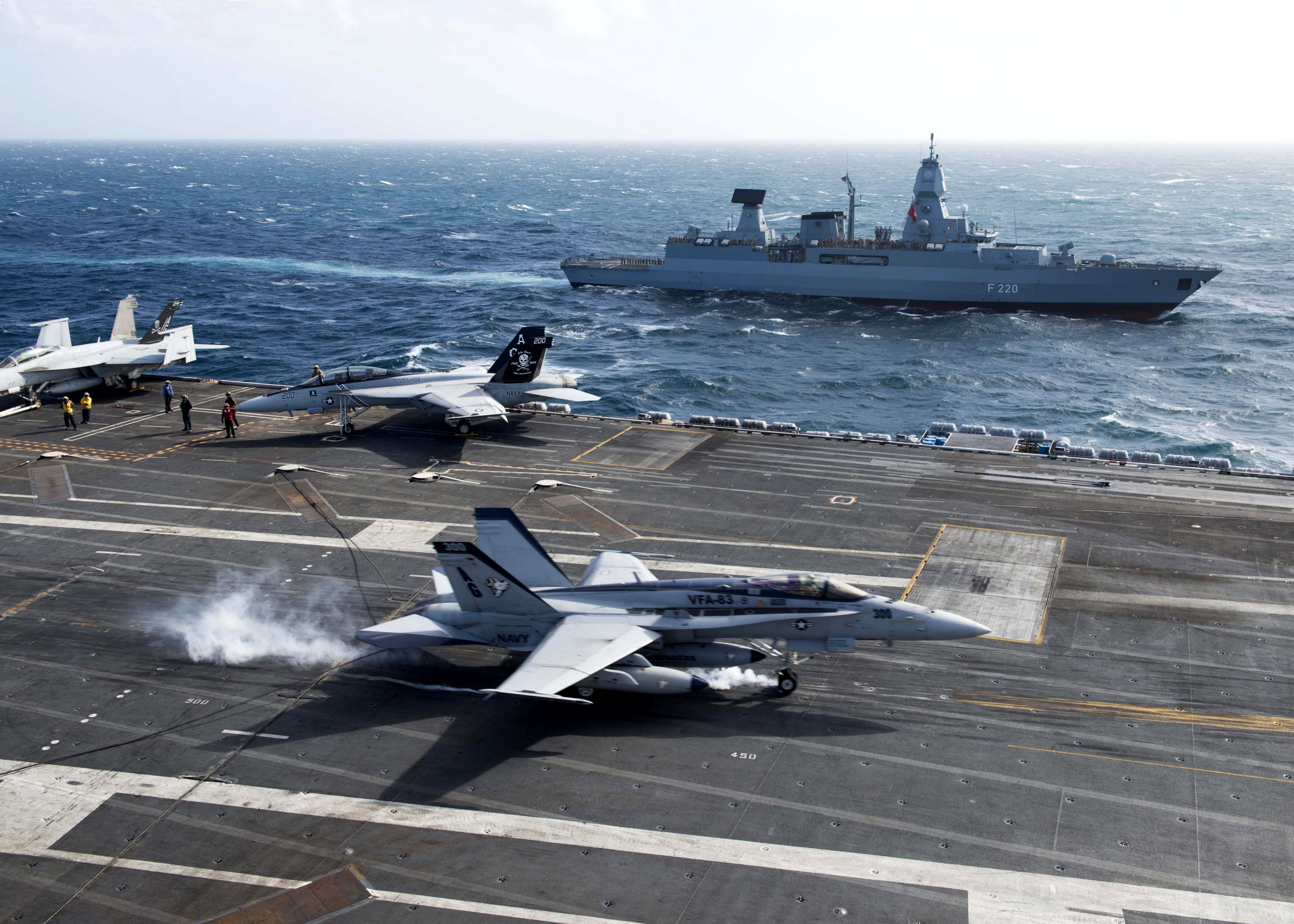
Die Hamburg eskortiert die Dwight D. Eisenhower

Alle Schiffe des NFR-90 wurden letztlich dafür konzipiert, REFORGER-Konvois über den Atlantik zu eskortieren. Die sowjetische Marine hätte dabei versucht, durch Backfire-Angriffe mit Raduga Ch-22 und Ch-26 sowie U-Booten diese Konvois zu versenken. Folglich wurde Wert auf eine kombinierte Luft- und U-Boot-Abwehr gelegt, wobei das Hauptaugenmerk auf der Luftabwehr von Massenangriffen in Regimentsstärke lag, wofür auch das Combat Direction System (CDS) der Sachsen-Klasse entwickelt wurde. Nach dem Ende des Kalten Krieges wurden neue Herausforderungen deutlich, wie sie bei der Operation Southern Cross auftraten. Auch die zunehmende Proliferation von taktischen ballistischen Raketen mit Massenvernichtungspotential zählt dazu. Inzwischen gibt es eine Reihe von Vorschlägen – teils von der Bundeswehr, teils von der Industrie – die Sachsen-Klasse weiterzuentwickeln:
- Durch die Aufrüstung des APAR auf 4096 Module pro Fläche[13] und Softwareupdates für das SMART-L ließe sich der SM-3-Flugkörper integrieren, um Ziele außerhalb der Erdatmosphäre zu zerstören, zum Beispiel taktische ballistische Raketen oder tieffliegende Satelliten. Die Kosten – nach Schätzung etwa 60 Millionen Euro für die Radaranpassung sowie etwa 800 Millionen Euro zur Vollbefähigung – sind allerdings hoch.[14] Das SMART-L wird dazu mit dem Extended Long Range-Softwareupdate (ELR) ertüchtigt. Die niederländische Marine führte Ende 2006 mit der Tromp und dem ELR-Update Tests zur Ortung von ballistischen Raketen mit der US-Marine durch.[15]
- Durch ein Softwareupdate kann das APAR auch als Artillerieaufklärungsradar eingesetzt werden, um „counter-battery fire“ mit dem Geschützturm zu geben. Ein weiteres APAR-Softwareupdate würde die Feuerleitung des Geschützes gegen Landziele ermöglichen.[16] In diesem Fall wäre auch die Einrüstung des 127/64 Lightweight sinnvoll, das wie die anderen Geschütze von Oto Melara stammt. Die De-Zeven-Provinciën-Klasse hat bereits ein 127-mm-Geschütz. Mit dem MONARC-Konzept wurde bei der Deutschen Marine ebenfalls in die Richtung eines schweren Geschützes geforscht.

Die Schiffe der Sachsen-Klasse werden auch in ihrer ursprünglichen Aufgabe zur Verbandsluftabwehr eingesetzt, indem diese US-amerikanische Flugzeugträger eskortieren. 2010 wurde die Hessen mit dem Träger Harry S. Truman zu Interoperabilitätstests genutzt. Nachdem die Ergebnisse positiv ausfielen, wurde Anfang 2013 die Hamburg Bestandteil der amerikanischen Flugzeugträgergruppe um die Dwight D. Eisenhower und war für ihre Luftverteidigung zuständig. Damit ist erstmals ein ausländisches Schiff vollständig in eine US-Flugzeugträgerkampfgruppe integriert worden.

## Technik

### Sensoren
Das Herzstück der F124 ist das Führungs- und Waffeneinsatzsystem Combat Direction System (CDS). Zum ersten Mal in der Geschichte der Deutschen Marine wird diese Integration durch die Industrie – die Mitglieder der ARGE F124 und ihrer Unterlieferanten – durchgeführt. Die Rechner-Kapazität ist dabei auf 17 Rechner verteilt, die mit einem mehrfach redundanten ATM-Bus verbunden sind. Die Fregatte ist damit in der Lage, mehr als 1000 Luftziele gleichzeitig zu erfassen. Das System wurde explizit als deutsches Gegenstück zum Aegis-Kampfsystem konzipiert. Das System führt dabei ausnahmslos alle Sensoren und Effektoren des Schiffes zu einem Netzwerk zusammen, sodass Flugabwehr, Überwasserkampf, U-Boot-Jagd, EloKa, Navigation und Kommunikation von einem Rechnerverbund ausgeführt werden. APAR und SMART-L übernehmen dabei die Aufgabe von AN/SPY-1D, AN/SPS-67(V)3 und drei AN/SPG-62, während das DSQS-24B-Sonar die Aufgabe des AN/SQQ-89(V)6 übernimmt.
Die 17 Rechenschränke des CDS, welche über den ATM-Bus als Netzwerkknoten für die Sensoren, Effektoren, Link usw. dienen, sind ebenfalls mit dem ATM-Bus durch eine Bus Interface Unit (BIU) miteinander und mit den Mehrzweckkonsolen des Schiffes über ein lokales Netzwerk verbunden. Jeder Netzwerkknoten besteht aus einer Anzahl an SPARC/RISC-Prozessorkarten. Dadurch wird die Rechenleistung über mehrere CPUs verteilt, statt zahlenmäßig und räumlich eingeschränkt zu sein. Ein Operator kann sich so in jede Konsole einloggen, um jede beliebige Aufgabe wahrzunehmen. Ein Netzwerkknoten hat zwei Aufgaben: Erstens, das Interface und das Kommunikationsprotokoll der eingehenden Rohdaten dem Schema der Datenverarbeitung anzupassen, und zweitens Befehle auszuführen, welche durch die „Computed Software Configuration Items“ (CSCI) vorgegeben wurden. Die CSCI sind knotenspezifisch, allerdings können die Rechenschränke jedes beliebige Programm laden und starten. Da die Anwendungssoftware nicht weiß, von wo aus sie ausgeführt wird, ist eine dynamische, automatisch kontrollierte Reallokation von Datenverarbeitungskapazität möglich. Fällt ein Netzwerkknoten aus, werden die Applikationen im Rahmen der verfügbaren Computerressourcen verteilt und neu gestartet. Damit der Prozess möglich wird, müssen die temporären Daten speziell gespeichert werden. Der Vorteil ist, dass beim Versagen einer Reihe von Netzwerkknoten dies auf die Performance des Systems keinen Einfluss hat. Nachteilig ist allerdings der hohe Bedarf an Rechenleistung.
Die Sensorfusion arbeitet mit Hybridfusion. Während die Fusion der Rohdaten zu viel Rechenleistung benötigen würde und bei einer Fusion der Tracks zu viele Informationen verloren gingen, wird bei der Hybridfusion als Kompromiss der Track und die damit assoziierten Rohdaten fusioniert. Zusätzlich schicken die Sensoren noch nichtkinematische Daten wie Identität und IFF. Navigationsradar, FL 1800, Target Designation Sight (TDS) und Sonar senden nur Tracks. Alle Daten werden anschließend durch Multiple Hypothesis Tracking, Adaptive Interactive Manoeuvre Models und Kalman-Filterung zu Tracks fusioniert. Durch den Association Point/Bearing-Prozess werden die Winkelinformationen über Link mit den Tracks verknüpft.
Prinzipiell verfolgt APAR nicht alle Ziele. Wenn ein Ziel durch einen Sensor geortet und fusioniert wird, entscheidet am Ende eine Bedrohungsanalyse, ob der Rechner eine Zielverfolgungsanfrage an APAR sendet. Die Winkelinformationen des Target Designation Sight (TDS) – es handelt sich um die Multi-Sensor-Plattform (MSP) 500, die vom Operator manuell bedient wird – lösen immer eine Suchanfrage an APAR aus.
Die gewonnenen fusionierten Tracks werden anschließend vom Computer einer taktischen Analyse unterzogen, welche sich in die Bereiche Luft, Oberfläche und U-Boot aufteilt. Die Kontakte werden nun durch eine frei konfigurierbare Datenbank, welche kinematische und nicht-kinematische Einträge enthält, klassifiziert. Ist keine eindeutige Bestimmung möglich, wird eine IFF-Anfrage gesendet. Ist ein Kontakt klassifiziert, wird er über Link 11 und Link 16 an andere Einheiten weitergereicht. Die nachfolgende Action Plan Synthesis erstellt Angriffspläne gegen Ziele gemäß ihrer Bedrohung, der Doktrin und der vorhandenen Waffen. Der so erstellte Plan kann sich entweder nur auf das eigene Schiff oder die gesamte Kampfgruppe beziehen. In letzterem Fall werden alle verfügbaren Waffen der Kampfgruppe zur Angriffsplanung des Systems verwendet. Die Führung des Gefechtes erfolgt in der Operationszentrale (OPZ). Rund drei Dutzend Soldaten erstellen an den 17 Konsolen ein Gesamtlagebild, das dem Kommandanten als Entscheidungsgrundlage bei der Umsetzung seines Auftrags dient. Zur Sicherheit sind die meisten Dienstposten in der OPZ doppelt besetzt.
Alle Fregatten der Sachsen-Klasse sind zusätzlich mit dem MAIGRET von EADS ausgerüstet, um feindliche Kommunikation abzuhören. Das System verwendet eine Reihe von zusätzlichen Antennen, um Signale von 1 MHz bis über 1 GHz abzufangen und anzupeilen. Eine Emitterdatenbank ermöglicht die automatische Identifikation. Das System kann im Hochfrequenzbereich 50 Kanäle pro Sekunde abscannen, im V/UHF-Band 3300 Kanäle pro Sekunde (jeweils linear, das heißt ohne Frequenzsprungverfahren) oder bis zu eine Milliarde Kanäle pro Sekunde im Adaptivmodus (das heißt bei Frequenzsprungverfahren). Die Richtungspeilung kann auf einem PPI- oder A-Scan angezeigt werden. Die charakteristischen Eigenschaften eingehender Signale werden statistisch erfasst und ausgewertet. Die Ergebnisse werden in das Local Area Network eingespeist, um dort fusioniert zu werden.

#### APAR

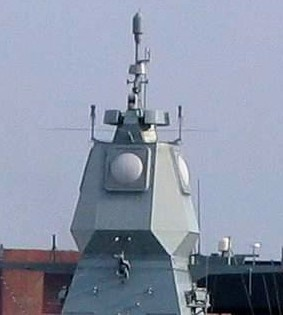
Weiße Flächen des APAR; die rechteckige Matrix ist (noch) nicht vollständig ausgefüllt. Die abstehenden Kästen darüber sind die ESM-Antennen des FL 1800 S

Das APAR ist ein Active Electronically Scanned Array mit vier festen Antennenflächen, welches zur Feuerleitung und beschränkten Volumensuche dient. Das Radar wurde zur Abwehr von Massenangriffen manövrierfähiger Seezielflugkörper mit Stealth-Eigenschaften konzipiert. Jede Antennenfläche besteht aus 3424 Sende- und Empfangsmodulen (TRM) auf GaAs-Basis, welche in einer 64 × 64-Matrix als MMIC-Quadpacks angeordnet sind. Die Antennenfläche ist in vier Quadranten aufgeteilt und für 4096 TRM pro Fläche konzipiert, welche im Zuge einer Kampfwertsteigerung zur Raketenabwehr nachgerüstet werden können, um die effektive Strahlungsleistung zu steigern. Als Besonderheit arbeiten die TRM sehr breitbandig im Bereich von 7–13 GHz, sodass neben dem X-Band auch die Ränder des C- und Ku-Bandes abgedeckt werden können. Jede Antennenfläche kann mehr als 500 dünne Signalkeulen pro Sekunde ausbilden, und diese um ±70° abschwenken. Impulsfolgefrequenz und Sendefrequenz werden dabei kontinuierlich an das Ziel angepasst, die optimalen Parameter werden für alle Ziele in Echtzeit errechnet. Erkannte Ziele werden mit speziellen Wellenformen abgetastet, um einen Raketenstart zu erkennen. Eine nichtkooperative Zielidentifizierung durch High Range Resolution (HRR) ist möglich. Da die SM-2- und ESSM-Flugkörper im Endanflug auf eine Zielbeleuchtung angewiesen sind, übernimmt das APAR diese Aufgabe. Durch die vier Quadranten pro Antennenfläche kann theoretisch jede vier Flugkörper gleichzeitig in Ziele lenken. Das Interrupted Continuous Wave Illumination-Verfahren (ICWI) ermöglicht es, die Antenne im Time-Sharing-Verfahren zu nutzen, um noch mehr Flugkörper gleichzeitig pro Antennenfläche in Ziele zu lenken. Das APAR übernimmt auch die Feuerleitung für den Geschützturm. Das Radar besitzt eine angezeigte Reichweite von 150 km und kann 250 Luft- und 150 Seeziele gleichzeitig verfolgen.

#### FL 1800 S
Das FL 1800 ist das Standard-EloKa-System der Deutschen Marine; es wurde entwickelt, um Massenangriffe mit Seezielflugkörpern im Baltikum oder in der Nordsee abzuwehren. Das System besteht aus vier ESM-Kästen, von denen jeder zwei zusammengefasste Antennenflächen enthält. Die Antennenflächen decken einen Frequenzbereich von 0,5 bis 18 GHz ab, wobei für jedes Band zehn Spiralantennen zur Verfügung stehen. Das System kann durch die sieben Computer-Racks unter Deck den Elevations- und Azimutwinkel zu einem Emitter präzise bestimmen und den Mehrwegempfang herausrechnen. Zur Störung der gegnerischen Radare existieren vier weitere Antennenflächen, welche durch passiv phasengesteuerte Signalkeulen mit acht Wanderfeldröhren im Frequenzbereich von 7,5 bis 18 GHz elektronische Gegenmaßnahmen durchführen. Jede Signalkeule kann ein Einzelziel stören oder im Verbund gemeinsam ein Radar. Die effektive Strahlungsleistung ist ausreichend, um den Radarquerschnitt (RCS) der Fregatte zu überdecken. Die Variante S besitzt neben Hardwareverbesserungen und der Fähigkeit zu gepulsten Rauschstörungen noch ein Feature zur Entfernungsschätzung auf Basis der Amplitude, beispielsweise um RAM-Flugkörper im Anti-Radar-Schiff-Luft-Modus auf Seezielflugkörper und Flugzeuge abfeuern zu können.

#### SMART-L

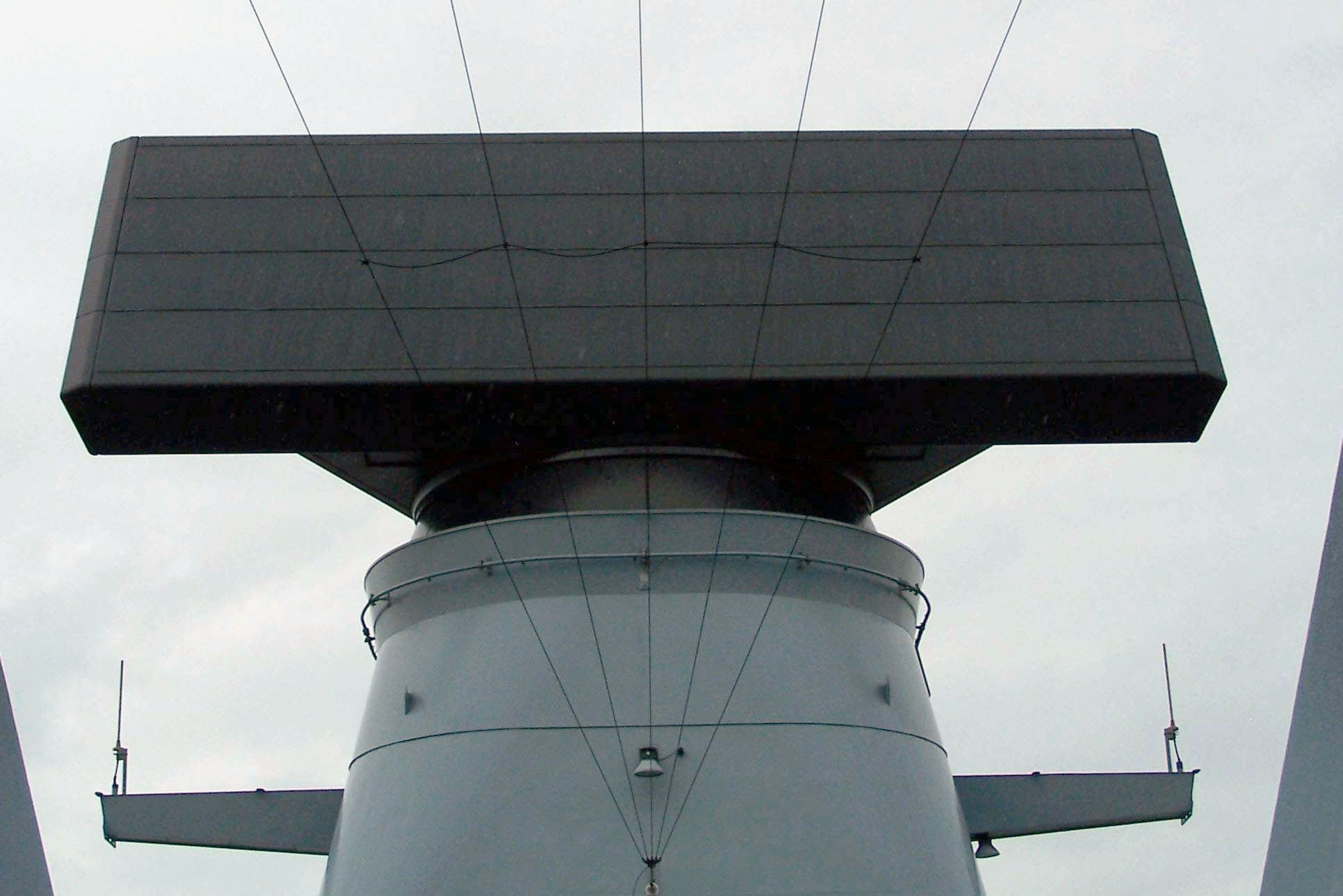
SMART-L der Hessen

Das SMART-L ist ein rotierendes Weitbereichsradar mit Phased-Array-Antenne des ehemaligen niederländischen Herstellers Hollandse Signaalapparaten (Signaal), jetzt Thales Naval Nederland. Das im Höhenwinkel passiv phasengesteuerte Radar wurde explizit dafür entwickelt, Tarnkappenflugzeuge zu orten. Die Antenne mit den Abmessungen von 8,2 m × 4 m besteht aus 24 übereinander gestapelten Reihen von Empfangsmodulen. Davon können 16 Reihen sowohl senden als auch empfangen, die restlichen nur empfangen. Das Radar verwendet zum Senden den zirpenden D-Band-(1–2 GHz)-Solid-State-Transmitter (D-SSTX) des LW-09-Radars. Das Transmittermodul aus 16 parallel geschalteten Einheiten erzeugt eine Spitzenleistung von 4 kW, welche anschließend in 32 Leistungsverstärkermodulen auf 100 kW Pulsleistung verstärkt wird. Diese Systeme befinden sich im Decksaufbau unter dem Radar; das Signal gelangt dann durch einen Wellenleiter zur Antenne. Dort wird es über digitale Phasenschieber abgestrahlt. Durch die Phasensteuerung der Sendeenergie wird sowohl die vertikale Strahlschwenkung als auch eine Antennenstabilisierung erreicht.
Da das SMART-L Stealth-Ziele orten soll, ist die Antenne so empfindlich, dass praktisch jedes Radarecho eine Dopplerverschiebung enthält. Dazu kommt das Problem, dass neben den Stördaten auch überwiegend Vögel auf große Entfernung geortet werden. Um eine Überlastung des Plotextraktors durch Falschziele zu vermeiden, können 1000 Luftziele, 100 Oberflächenziele und 32 Störsender gleichzeitig verfolgt werden. Die Zielkorrelation zu Tracks erfolgt von Scan zu Scan über die Entfernung und Radialgeschwindigkeit des Kontaktes durch Multiple Hypothesis Tracking (MHT). Der MHT-Filter errechnet alle plausiblen Flugspuren auf Basis der Kontakte, die wahrscheinlichsten Hypothesen werden an das Kampfsystem des Schiffes weitergeben. Sind Zielposition und -kurs bestimmt, kann eine Freund-Feind-Erkennung nach STANAG 4182 durchgeführt werden. Da diese auch im L-Band stattfindet, ist keine separate Antenne nötig. Fällt die Freund-Feind-Erkennung negativ aus, kann das SMART-L durch nichtkooperative Zielidentifizierung den Typ des Luftziels bestimmen.

#### DSQS-24B

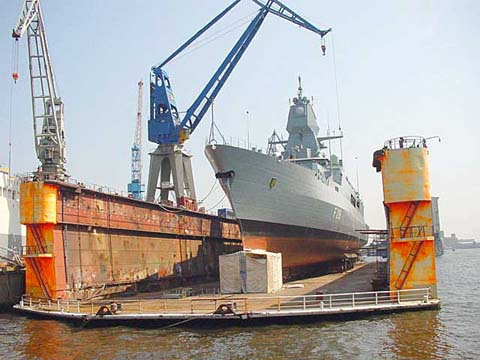
Die Sachsen im Dock. Das Bugsonar ist abgedeckt.

Als Bugsonar ist das DSQS-24B von Atlas Elektronik eingebaut, das firmenintern als ASO 95 bekannt ist. Moderne Bugsonare besitzen üblicherweise Schallwandler auf Piezobasis in Polyvinylidenfluorid, die wie Active Electronically Scanned Arrays virtuelle Signalkeulen ausbilden und schwenken können. Die Zylinderbasis des ASO 95 hat einen Durchmesser von 1,88 m und kann 32 bis 64 virtuelle Signalkeulen ausbilden, welche durch elektronische Strahlschwenkung gegen 25° Rollen und 8° Stampfen stabilisiert werden. Die Antenne deckt den Frequenzbereich von 2 bis 11 kHz ab, wenn die Anlage rein passiv betrieben wird, und 6–9 kHz im Aktivmodus, wobei dann eine Bandbreite von 1 kHz für den rein passiven Empfang genutzt wird. Während eines Pings können zwei verschiedene CW-Frequenzen genutzt werden. Das Senden findet noch analog statt. Die Pulslänge kann zwischen 5, 50, oder 300 ms liegen. Dabei kann entweder CW, FM oder eine Kombination aus beidem gesendet werden, zum Beispiel 50 ms CW gefolgt von 50 ms FM. Die Empfangsdaten von CW und FM werden parallel verarbeitet, um schneller Ergebnisse zu erzielen. Der CW-Anteil dient der Errechnung des Dopplereffekts, um die Radialgeschwindigkeit des Ziels zu bestimmen, der FM-Anteil profiliert das Ziel der Länge nach und gibt so Kurswinkel und Rumpflänge des Ziels aus. Der Rechner gibt die Fahrgeschwindigkeit des Ziels aus, basierend auf Kurswinkel und Doppler, und eine Einstufung, ob der Kontakt ein U-Boot ist. Dafür sind mehrere CM50-/FM50-Pulse oder ein CM300-/FM300-Puls nötig. Die Sendemodi sind: Omnidirektional (ODT), omnidirektional mit drei aktiven Signalkeulen (TRDT), mit jeweils beliebigen Kombinationen von 5 ms und 50 ms Pulsen; omnidirektionale Suche in einem Sektor (S-ODT), S-TRDT als Kombination aus beiden, und SDT als Sektorsuche für Feuerleitlösungen, wo nur 300-ms-Pulse verwendet werden. Je nach Zielgröße, geforderter Auflösung und Ortungsreichweite werden verschiedene Frequenzen benutzt. Die Probleme der aktiven Ortung bei hohen Geschwindigkeiten können heute bei Sonaranlagen mit Computern größtenteils neutralisiert werden.

### Bewaffnung
Neben der aufgeführten Hauptbewaffnung führen die Schiffe der Sachsen-Klasse noch zwei Revolverkanonen des Typs MLG 27 zur Speedbootabwehr, sechs Mk 36 SRBOC zum Abfeuern von Düppel- und Infrarotraketen (die durch vier Wurfanlagen des Typs MASS von Rheinmetall ersetzt werden) und eine Reihe von Handfeuerwaffen.

#### Geschützturm

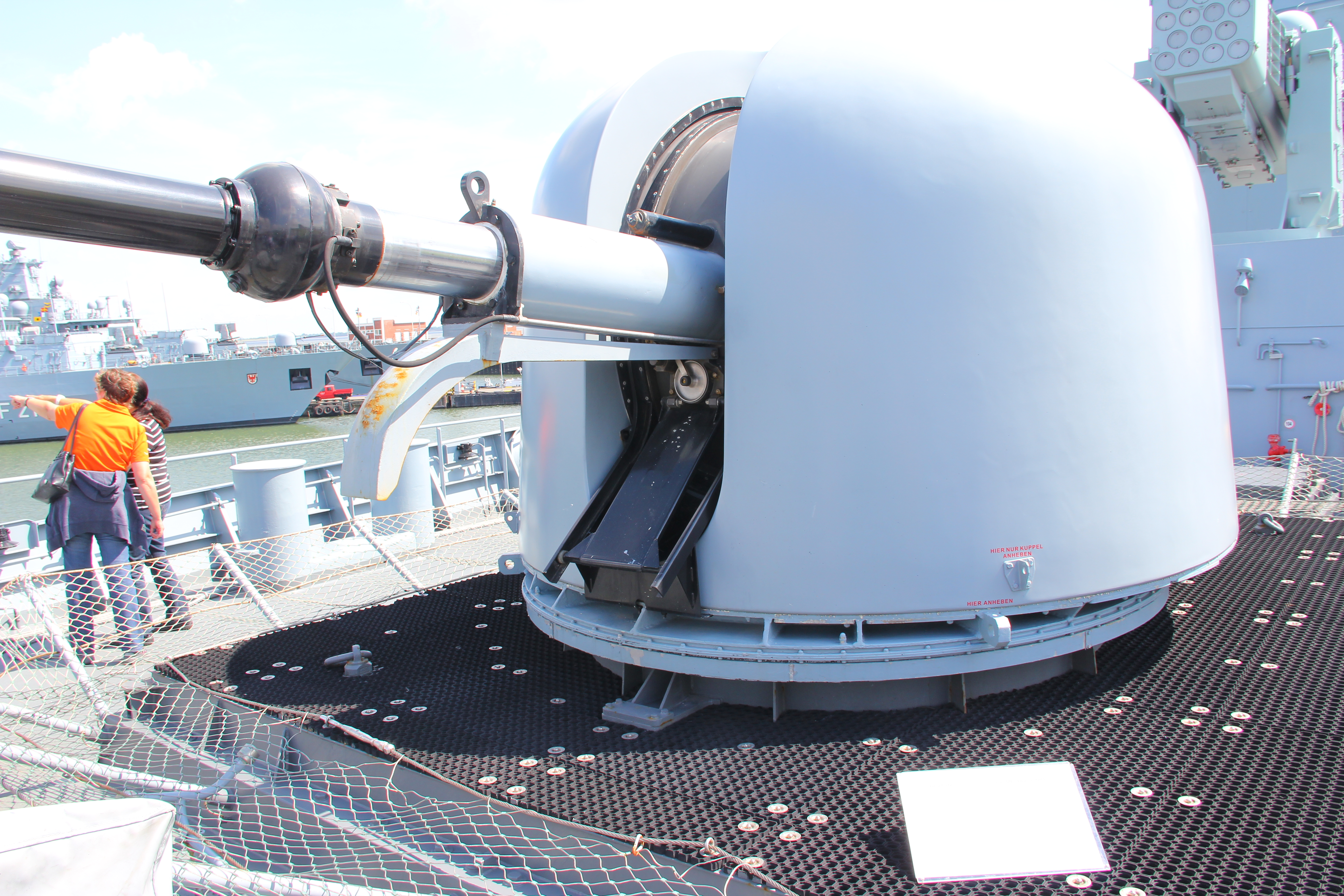
76/62 Compact der Hamburg

Das 76-mm-Geschütz von OTO Melara befindet sich auf dem Vorderdeck vor dem RAM-Werfer. Die Waffe mit 62 Kaliberlängen verschießt eine breite Munitionspalette mit einer Kadenz von bis zu 100/min und einer Mündungsgeschwindigkeit von 925 m/s. Die effektive Reichweite gegen Bodenziele beträgt 16.000 m, gegen Luftziele als Flak bis zu 7.800 m. Das Geschützrohr kann um 35°/s in der Elevation in einem Bereich von +85°/−15° bewegt werden. Die Drehgeschwindigkeit des Turmes beträgt 60°/s. Die Masse wird durch die Verwendung von Leichtmetall reduziert, das Gehäuse besteht aus Glasfaserverstärktem Kunststoff (GFK). Die kleine Mündungsbremse reduziert den Rückstoß von 11 t um 10 % auf 9,9 t, die mittels Hydraulik abgefangen werden.
Das Geschütz arbeitet wie folgt: Unter Deck befindet sich der Doppelbeladering mit einer Aufnahmekapazität von 70 Patronen, die durch die Drehbewegung der Beladeinrichtung von dem äußeren in den inneren Ring befördert werden. Auf der linken Seite wandern die Patronen in eine Förderschnecke in der Drehachse des Turmes, welche die Munition senkrecht nach oben führt. Oben angekommen werden die Geschosse von Pendelarmen entgegengenommen. Diese zwei Pendelarme schwenken alternierend (bewegt sich einer nach oben, schwenkt der andere nach unten) und geben die Patrone an die Zuführtrommel in der Rohrachse ab. Die Patrone fällt auf die Beladeschale, wird angesetzt, der Verschluss steigt und der Schuss kann brechen.

#### Senkrechtstartanlage

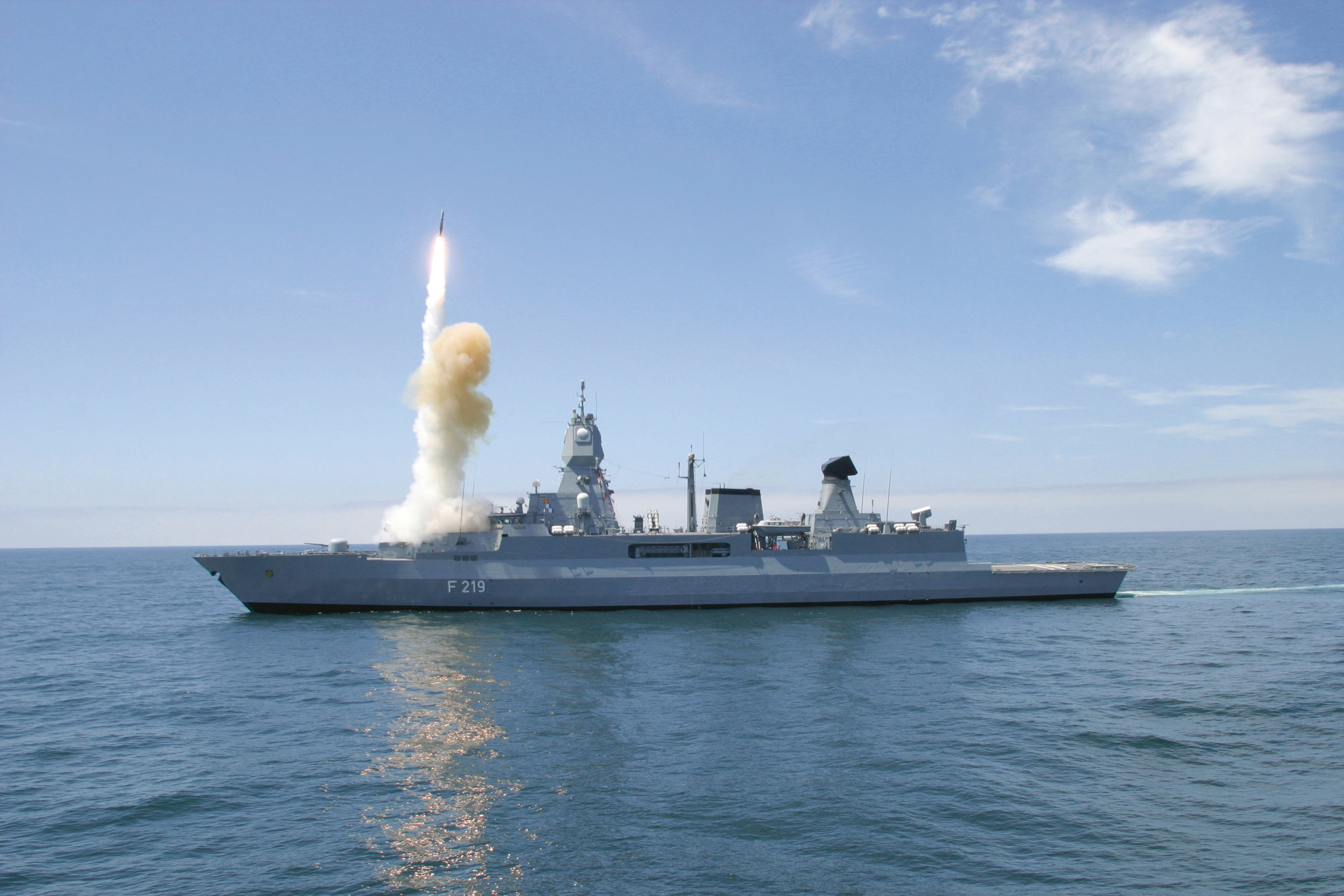
Die Sachsen feuert eine SM-2 aus der Senkrechtstartanlage

Als Senkrechtstartanlage wurde das Mark 41 (Mk. 41) von Lockheed Martin gewählt. Das System befindet sich hinter dem RAM-Werfer und vor der Brücke und besteht aus 4 × 8 (= 32 Zellen), welche in zwei Reihen back- und steuerbordseitig angeordnet sind. Die „Zellen“ bestehen praktisch nur aus einem Gestell mit Plenum am Ende und Deckel am Kopf. Zwischen den zwei Viererreihen einer Einheit befindet sich der Gaskanal, welcher ebenfalls zum Schutz vor Wasser abgedeckt ist. An dem Gestell, das mehr als zwei Decks benötigt, befinden sich drei Geräte: Auf dem obersten Deck ein „Launch Sequencer“ (LSEQ), der eine Verbindung zwischen Schiff und Flugkörper herstellt und den Systemstatus überwacht. Auf dem Deck darunter befindet sich das „Motor Control Panel“ (MCP), welches über Ethernet an das LSEQ angebunden ist. Das MCP steuert die Klappen und Ventile sowie das Entwässern des Plenums. Ein Deck tiefer befinden sich am unteren Ende des Mk. 41 die zwei „Programmable Power Supply“-Einheiten (PPS), welche das VLS mit Energie versorgen und über Ethernet vom LSEQ angesteuert werden.
Die Waffen werden in eckigen Kanistern angeliefert, die von oben in die Senkrechtstartanlage eingeführt und über 145-Pin-Standardstecker mit dem System verbunden werden. Die Kanister schützen den Flugkörper vor Umwelteinflüssen und ermöglichen es dem LSEQ, den Typ der Waffe zu erkennen. Die Startsequenz läuft wie folgt ab: Der Deckel der Zelle und des Gaskanals (Uptake) werden geöffnet und die Entwässerungsventile des Plenums geschlossen. Dann zündet der Raketenmotor, wodurch die Heckklappe des Kanisters durchstoßen wird. Der Flugkörper beschleunigt und durchstößt die Frontkappe des Kanisters. Anschließend werden die Klappen geschlossen und das Entwässerungsventil des Plenums wieder geöffnet.
Die 32 Zellen können mit Boden-Luft-Flugkörpern vom Typ SM-2 Block IIIA und ESSM bestückt werden. Die SM-2 hat eine Reichweite von 167 km und erreicht eine Geschwindigkeit von Mach 3,5. Auf mittlere Entfernung werden ESSM abgefeuert, welche 50 km Reichweite und Mach 4 erreichen. Die ESSM werden dabei als Quadpack untergebracht, also vier ESSM pro Zelle. Beide Flugkörper sind auf das APAR zur Zielbeleuchtung im Endanflug angewiesen, da diese durch halbaktive Radarzielsuche gelenkt werden. Im Zuge der Studie „Fähigkeitserweiterung F124 TBMD“ wurde die Integration der SM-3 für durchführbar befunden. Die SM-3 kann Ziele außerhalb der Erdatmosphäre zerstören, beispielsweise taktische ballistische Raketen oder tieffliegende Satelliten.
Es ist geplant, ab 2025 die ESSM durch die modernisierte Version ESSM Block 2 zu ersetzen.

#### Nahbereichsverteidigungssystem

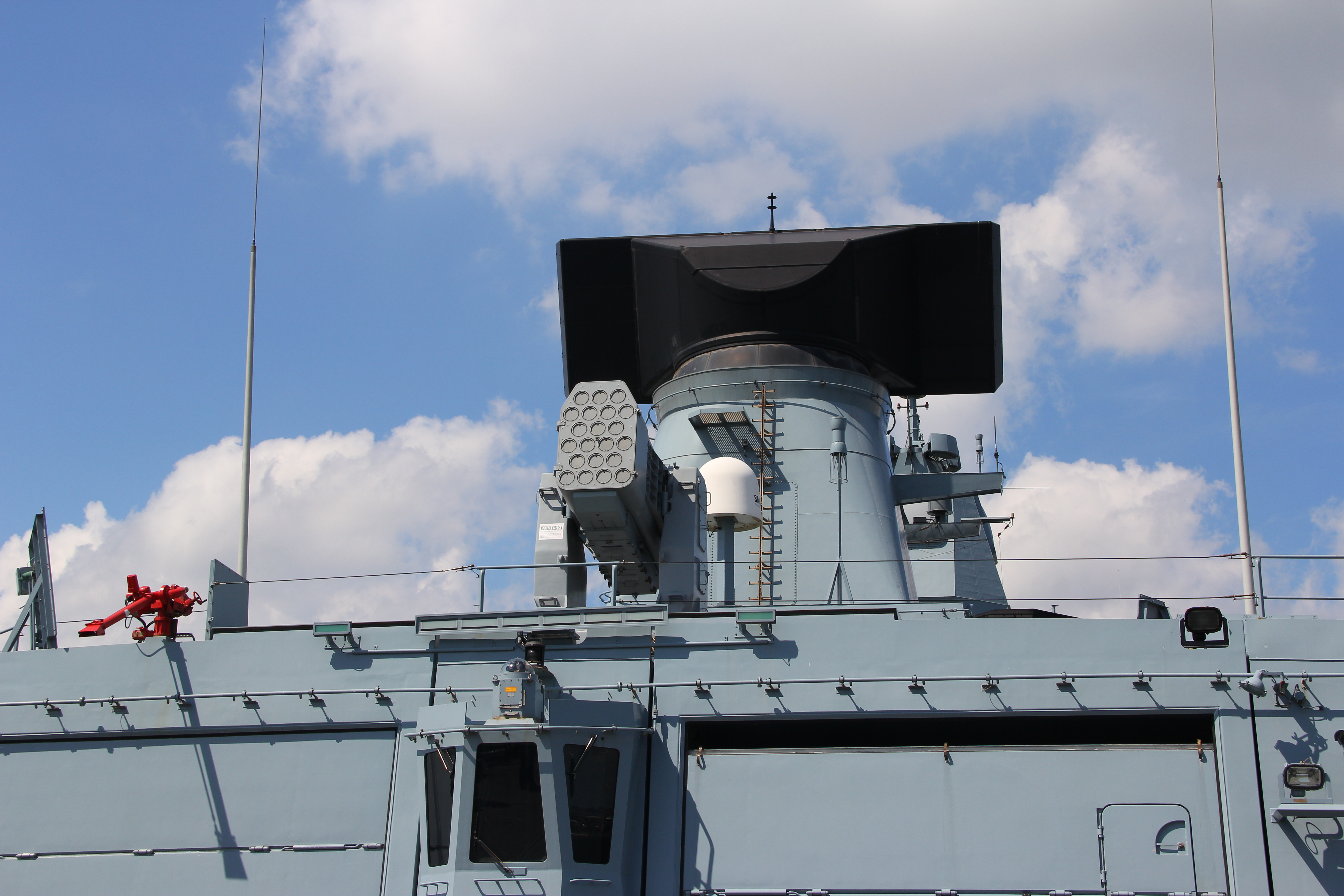
RAM-Werfer auf dem Hangar über dem Flight Control Tower, hinten SMART-L

Das Nahbereichsverteidigungssystem (Close-In Weapon System) Mark 31 besteht aus den Flugkörpern RIM-116 Rolling Airframe Missile, welche in Transportkanistern vom Typ EX-8 stecken. Die Kombination wird wiederum als EX-44 bezeichnet. Der drehbare Werfer mit 21 Zellen vom Typ Mark 49 besteht aus der Startbox und einer Lafette, welche vom Phalanx CIWS übernommen wurde und als Mark 144 bekannt ist. Der Einfachheit wegen wird das Gesamtsystem schlicht als RAM bezeichnet, nach dem Flugkörper „Rolling Airframe Missile“. Die Sachsen-Klasse besitzt zwei RAM-Starter – einen zwischen dem Geschützturm und der Senkrechtstartanlage sowie einen auf dem Hangar. Hauptaufgabe des Nahbereichsverteidigungssystems ist das Abfangen feindlicher Seezielflugkörper.
Der RIM-116-Flugkörper basiert auf einer alten AIM-9 Sidewinder, der Sucher wurde von der FIM-92 Stinger übernommen. Vorteil sind die geringen Kosten, der Nachteil die typisch geringe Reichweite älterer Sidewinder-Versionen, die bei der RIM-116 nur 9 km beträgt. Der Mach 3 schnelle Flugkörper besitzt einen RF-/IR-Dualsucher, wodurch das Ziel als Anti-Radar-Boden-Luft-Rakete angesteuert werden kann. Der RF-Teil ist in Form von vier Antennen, von denen zwei nach vorn gerichtete „Hörner“ bilden, neben dem abbildenden IR-Sucher integriert. Der IR-Sucher in der Spitze besteht aus einem linearen 80-Pixel-Array, welches aufgrund der Rollbewegung des Flugkörpers eine Rosettenabtastung im Flug vollführt. In der Nähe des Ziels erfolgt die zusätzliche Führung durch die intelligente Bildverarbeitung des Suchers, allerdings ist auch ein Abschuss nur durch RF-Lenkung möglich. Der RAM-Flugkörper kann sowohl gegen Luft- als auch gegen Bodenziele eingesetzt werden. Vorteil ist, dass das Schiff rein passiv über das FL 1800 S einen Emitter beschießen kann. Der Fire-and-Forget-Flugkörper sucht nach dem Abfeuern selbstständig das Ziel, eine Heranführung ist nicht nötig.

#### Seezielflugkörper
Als Seezielflugkörper sind zwei Viererstarter für RGM-84 Harpoon eingerüstet, welche sich zwischen APAR und den Schornsteinen befinden. Die Harpoon wird von einem Teledyne-Turbojet Modell J402-CA-400 mit einem Schub von 3,0 kN angetrieben und mit einem Booster gestartet, der über 2,9 Sekunden einen zusätzlichen Schub von 53 kN liefert. Der Flugkörper verfügt über einen WDU-18/B-Gefechtskopf mit 221 Kilogramm Hochexplosivsprengstoff. Die Navigation zum Ziel erfolgt mit einem inertialen Navigationssystem, während die Harpoon in der Anflugphase rund 15 Meter über dem Wasser zum Ziel navigiert. Dabei kann ein Knick in die Flugbahn eingebaut werden, um das Zielgebiet aus einer bestimmten Richtung anzufliegen. Sobald sich die Rakete in einer vorbestimmten Distanz zum vermuteten Ziel befindet, schaltet sie ihr bordeigenes Ku-Band-Radar ein, um das Ziel zu finden. Alternativ kann das Radar sofort nach dem Start oder intermittierend aktiviert werden. Sobald das Ziel erfasst ist, nähert sich die Lenkwaffe diesem in einer Flughöhe von 2 bis 5 Metern bis zum Einschlag. Der Gefechtskopf zündet nicht direkt beim Aufschlag, sondern zeitverzögert, so dass die Explosion im Schiffsinneren stattfindet und erheblich mehr Schaden verursacht als bei einer kontaktzündenden Waffe. Die Reichweite beträgt über 140 km.

#### Torpedorohre

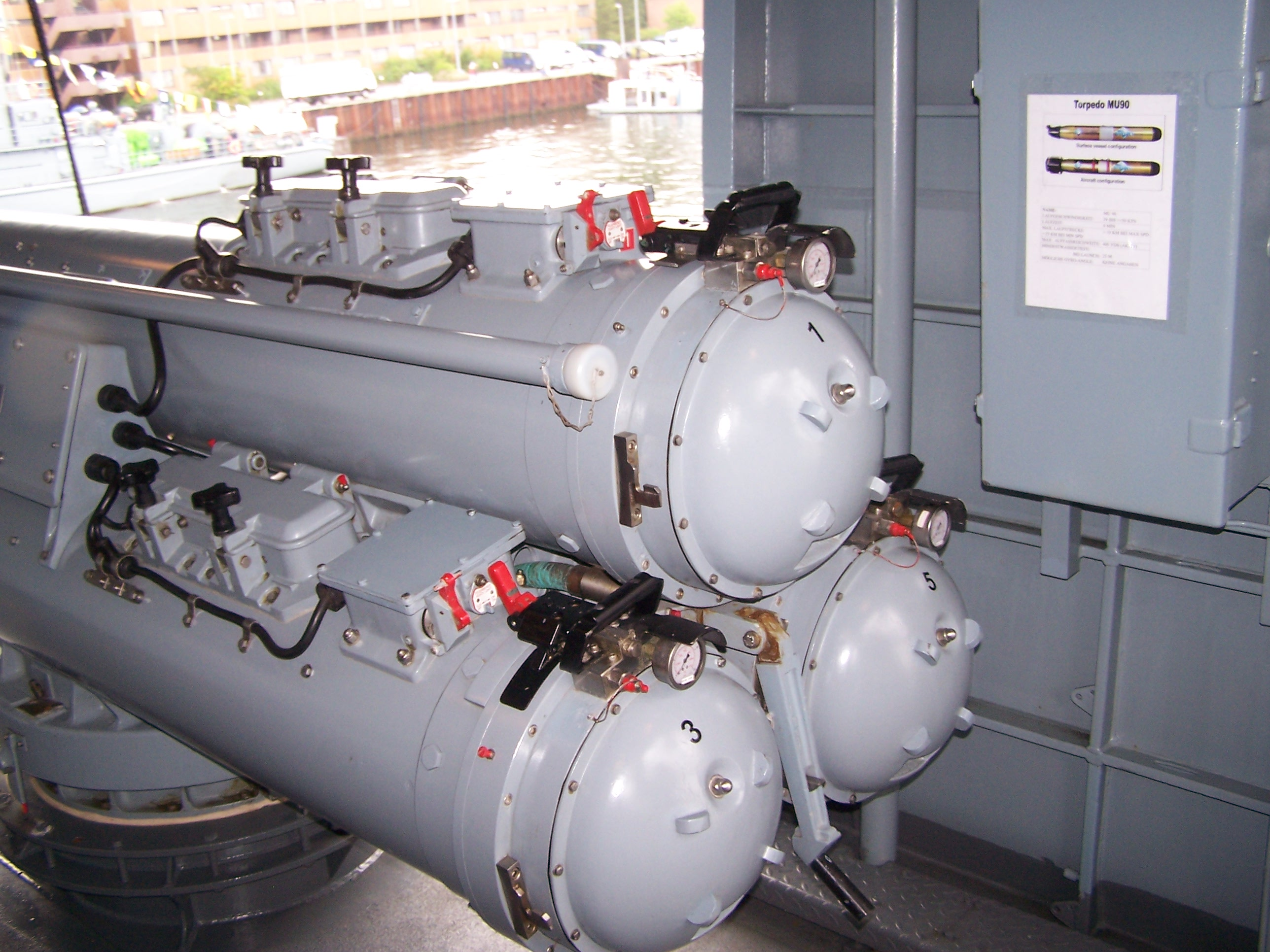
Torpedorohre auf der Hessen

Die Torpedorohr-Drillinge vom Typ Mark 32 befinden sich mittschiffs auf Höhe der Schornsteine, sowohl an Backbord als auch an Steuerbord, und sind durch die Aufbauten abgeschirmt. Durch die Längsöffnung in der Außenhaut kann der Drilling nach außen gedreht werden, um Torpedos mit Druckluft auszustoßen. Dies geschieht je nach Einstellung mit 10–126 bar. Die Rohre des Werfers bestehen aus GFK, die Masse einer Einheit beträgt etwa eine Tonne. Die Sachsen-Klasse führt den MU90-Torpedo mit, der neben dem Verschuss aus den Drillingen auch vom Bordhubschrauber abgeworfen werden kann.
Der MU90-Torpedo mit 323 mm Durchmesser und 2,8 m Länge kann Geschwindigkeiten von über 50 kn bei mehr als 12 km Reichweite erzielen und über 25 km bei 29 kn. Die maximale Tauchtiefe liegt bei über 1000 m. Der akustische Sucher arbeitet mit über 10 kHz, besteht aus 30 piezoelektrischen Schallwandlern, kann wie ein Active Electronically Scanned Array mehrere Sende- und Empfangskeulen gleichzeitig ausbilden und gleichzeitig aktiv und passiv suchen. Es werden im Raum von 120° im Azimut und 70° in Elevation 33 Empfangskeulen gebildet, von denen 15 gleichzeitig mit vier Frequenzen empfangen. Zusammen mit 47 Sendekeulen, welche mit FM, CW, BSK und BPSK senden, können bei guten Acoustic-Counter-Counter-Measure-Eigenschaften (ACCM) bis zu zehn Ziele gleichzeitig verfolgt werden. Der Sucher schielt dabei auch nach unten, um den Grund zu loten, und kann auch gründelnde Kleinst-U-Boote erfassen. Die 32-kg-Hohlladung verwendet insensitiven Sprengstoff und wird beim Einschlag gezündet. Der Pumpjet wird durch Silberoxid-Aluminium-Batterien mit Seewasser und einen geräuscharmen und bürstenlosen Permasyn-Motor angetrieben. Die Leistungssteuerung der Batterie orientiert sich dabei am Energiebedarf des Motors und wird über ein elektronisches Laugenmanagement angepasst.

### Allgemein

#### Standkraft
Mit einem Bündel von Maßnahmen wurde die Standkraft der Sachsen-Klasse erhöht, womit die Fähigkeit des Schiffes bezeichnet wird, auch nach einer Beschädigung schwimmfähig zu bleiben und das Gefecht nach Möglichkeit fortzusetzen. Neben einer Signaturreduzierung, bei der die Aufbauten gegenüber der Wasseroberfläche abwechselnd geneigt werden (X-Form), um die Radarsignatur zu reduzieren, wurde das Konzept der Modularisierung der MEKO-Reihe nun auch auf Lüftung und Klimatisierung ausgedehnt: Es ist eine Abteilungsautarkie für Sprühwasser-, Feuerlösch- und elektrische Energie-Versorgungssysteme sowie andere Schiffsbetriebsanlagen vorhanden. Auf der F124 wird die strukturelle Standkraft durch sechs Doppel-Querschotte (auf Höhe Brücke/VLS, Brücke/APAR, APAR/Harpoon, Schornsteine, vor SMART-L, Hangar/Helipad) und drei in Längsschiffsrichtung verlaufende Kastenträger deutlich verbessert. Die Kastenträger gehen auf Höhe des Oberdecks vom VLS bis zum Helipad auf der Backbord- und Steuerbordseite des Schiffes und in der Mitte des Rumpfes. Diese zusätzlichen Aussteifungen und Kofferdämme bewirken, dass sich der Gasschlag und die Splitterwolke nach einem Granat- oder Flugkörpereinschlag nur begrenzt im Schiff ausdehnen können und die Längsfestigkeit erhalten bleibt. Ein Auseinanderbrechen des Rumpfes kann auf diese Weise weitgehend verhindert werden.
Abteilungsautarke Seewasser-Feuerlösch-, Automations-, Lüftungs- und elektrische Verteil-Systeme sind weitere Merkmale der F124. Die Abteilungsautarkie führt zum Wechsel von der horizontalen Verlegung von Rohrleitungen und Kabelbahnen im Schiff über mehrere Abteilungen mit zahlreichen Schottdurchbrüchen zur vertikalen Anordnung mit zentralen Steigesträngen, Luft- und Kabel-Kanälen in jeder Abteilung. Im Schadensfall kommt es daher nur zum Ausfall von einer bis zwei Abteilungen, die übrigen Abteilungen bleiben einschließlich der Lüftung intakt. Die mögliche horizontale Rauch- und Hitzeausbreitung über das Lüftungssystem unterbleibt weitgehend. Die Schadensbekämpfung wird somit weniger behindert, Schiff und Besatzung bleiben länger einsatzfähig.
Die Koordination von Maßnahmen zur Bekämpfung von Schadensfällen und Trefferwirkungen geschieht mit Unterstützung des „Integrated Monitoring and Control Systems“ (IMCS) vom schiffstechnischen Leitstand und assoziierten an Bord verteilten Gefechtsständen. Das neue IMCS ist eine Datenbus-basierte Automationsanlage, über die mit Hilfe von rund 7000 im Schiff verteilten Messstellen alle an Bord befindlichen schiffstechnischen Systeme und Anlagen überwacht und gefahren werden. Diese Anlage verfügt außerdem über umfangreiche Bedienerhilfen und eine vollautomatische Schadensanalyse bei Störfällen und Schäden. Damit ist es dem Kommandanten jederzeit möglich, den technischen Status, die Performance und Verfügbarkeit einzelner Sub-Systeme zu erkennen. Zusätzlich werden ihm durch automatisch generierte „Kill-Cards“ auch mögliche Konsequenzen aus dem Verlust an Performance und/oder an Verfügbarkeit angezeigt. Zu Ausbildungszwecken für die Besatzung können im System alle denkbaren Betriebs- und Schadensszenarien simuliert werden.

#### Antriebsanlage

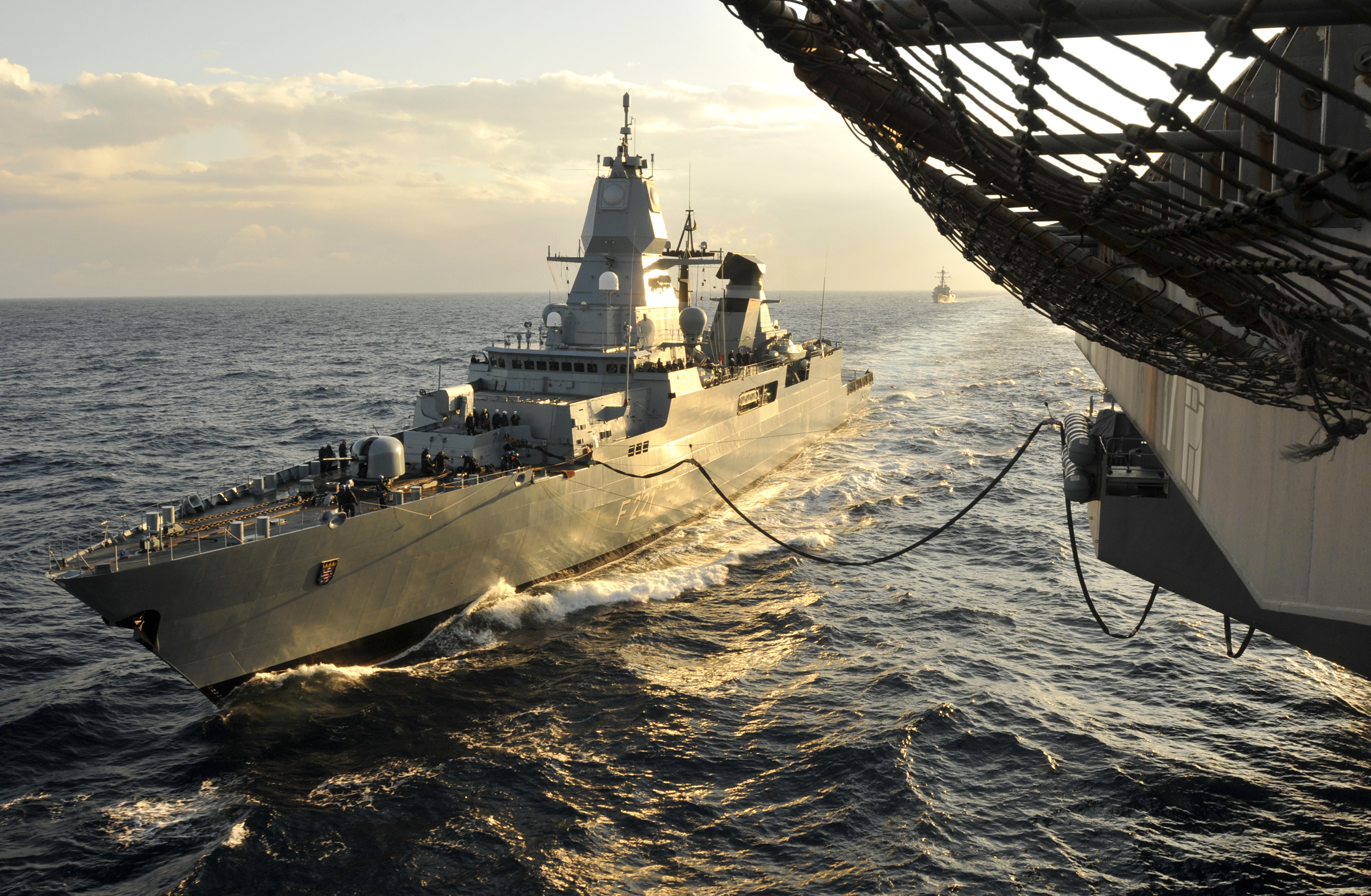
Die Hessen fasst Kraftstoff vom Träger Dwight D. Eisenhower

Als Antrieb dient eine Kombination aus zwei Dieselmotoren und einer Gasturbine als CODAG-Antrieb. Bei diesem wirken eine Gasturbine mit 23.500 kW vom Typ GE 7-LM2500 von General Electric sowie zwei Antriebsdieselmotoren 20 V 1163 TB93 mit je 7.400 kW von MTU über ein Cross-Connect-Getriebe von Renk auf die beiden Wellen mit Verstellpropeller. Somit steht eine Gesamtleistung 38.000 kW zur Verfügung. Die Antriebsdiesel mit einer Masse von je 22,8 Tonnen, einem Hubraum von 232,7 Liter und einem Verbrauch von 1998,8 L/h bei Nennlast befinden sich nebeneinander zwischen den Wellen und speisen auf das jeweilige weiter vorn liegende Hauptgetriebe. Der Antrieb arbeitet wie folgt: Das Drehmoment des Dieselmotors wird über zwei hintereinander liegende flexible Kupplungen in das steuerbord- beziehungsweise backbordseitige Hauptgetriebe eingeleitet. Dort wird die Kraft über eine Strömungskupplung und durch ein Getriebe auf ein zweistufiges Getriebe mit 2 Gängen abgegeben, wobei das Verteilergetriebe der Gasturbine sein Drehmoment ebenfalls auf die zweite Welle des Untersetzungsgetriebes abgibt. Das Abtriebsrad des Untersetzungsgetriebes ist wiederum mit der Propellerwelle verbunden. Die Gasturbine mit einer Nennleistung von 25 MW ohne Einlauf- und Austrittsverluste erzeugt mit einem 16-stufigen Verdichter ein Druckverhältnis von 18:1. Nach der Ringbrennkammer folgt eine zweistufige luftgekühlte Turbine, welche den Verdichter antreibt. Danach folgt eine sechsstufige Turbine, welche die Antriebsleistung in Form von Drehmoment erzeugt. Die Turbine wiegt etwa 22 t inklusive elastischer Lagerung, der Verbrauch liegt bei etwa 0,227 kg/kWh. Die Welle der Gasturbine überträgt das Drehmoment an das Verteilergetriebe der Gasturbine, welches mit einer Überholkupplung ein Untersetzungsgetriebe antreibt, dessen Zahnräder über Membran- und Reibkupplungen mit dem Zahnrad des Untersetzungsgetriebes des Hauptgetriebes auf der Back- und Steuerbordseite verbunden sind. Im Gegensatz zu den Antriebsanlagen der Vorgängerschiffe der Brandenburg-Klasse wird mit dieser Konfiguration nicht nur eine Gasturbine eingespart, sondern auch die Marschgeschwindigkeit wirtschaftlicher mit nur einem Dieselmotor erreicht, was die Lebenszykluskosten senkt.
Inwiefern die akustische Signatur der Dieselmotoren reduziert wurde, ist unbekannt. Vermutlich werden die Dieselmotoren zeitgemäß doppelelastisch gelagert und mit einer Schallkapsel umgeben. Zwischen den Wellen befinden sich hinter den Antriebsdieseln zwei weitere Dieselmotoren vom Typ Deutz 16/628 mit je 1 MW für die Stromerzeugung an Bord, welche durch zwei weitere hinter der Gasturbine ergänzt werden. Die Sachsen-Klasse ist zur Seeversorgung befähigt; die Kraftstoffübernahme erfolgt dabei durch Betankungsöffnungen am Aufbau des vorderen RAM-Starters.

#### Bordhubschrauber

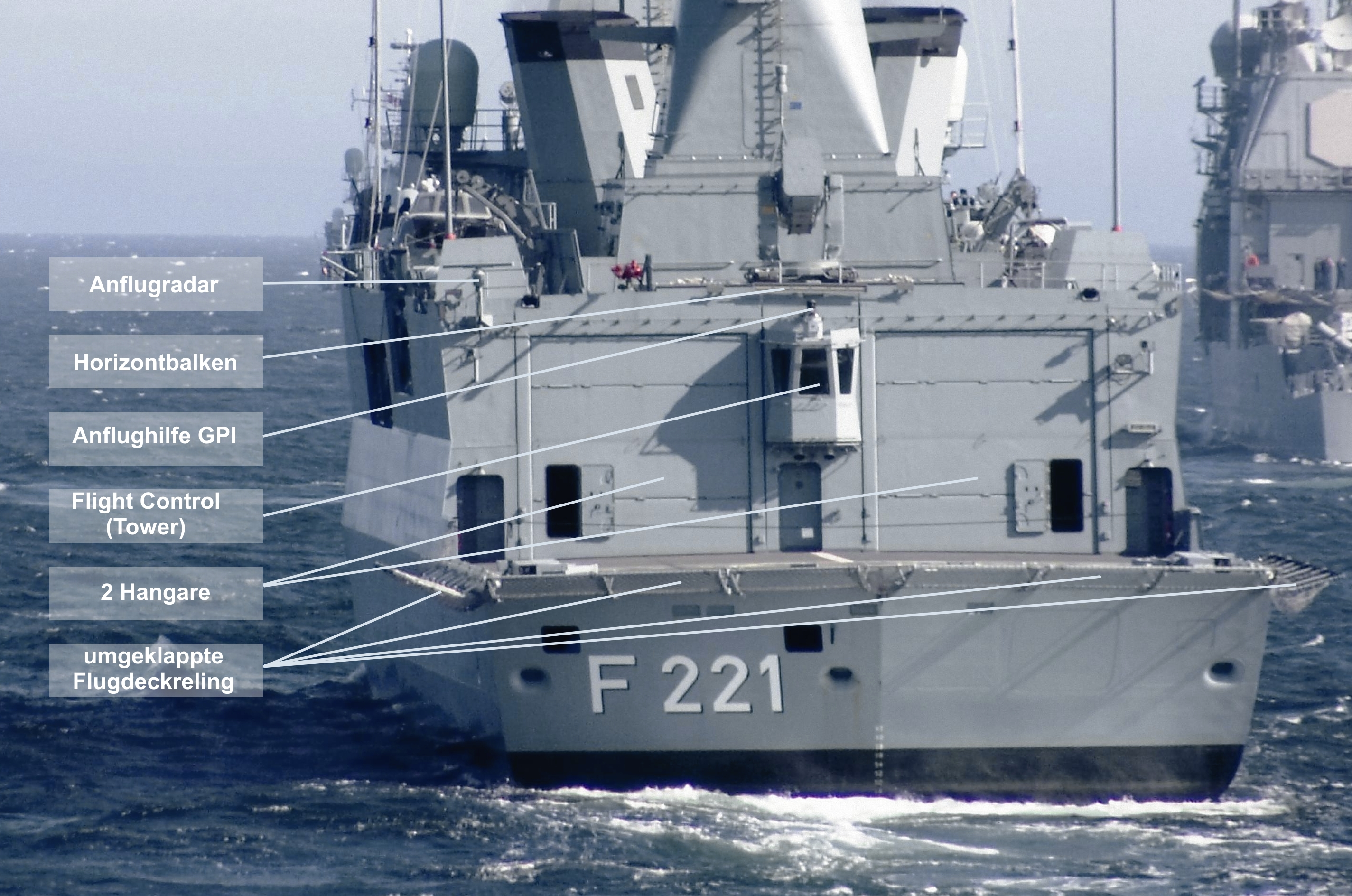
Flugdeck der Hessen

Ebenso wie bei den Fregatten der Bremen- und Brandenburg-Klasse dienen die zwei Bordhubschrauber der Bekämpfung von Seezielen, die außerhalb der Waffenreichweite der Fregatte selbst liegen und zur U-Boot-Jagd. Es werden zwei Hubschrauber vom Typ Sea Lynx mitgeführt. Die Bordhubschrauber werden mit Hilfe einer Bordhubschrauber-Verfahranlage automatisch vom Helipad in den Hangar und umgekehrt verfahren. Die Bordhubschrauber können mit vier leichten Seezielflugkörpern des Typs Sea Skua bewaffnet werden; zur U-Jagd können zwei moderne Torpedos vom Typ MU-90 mitgeführt werden. Der MH90, welcher die seegestützte Version des NH90 darstellt, passt zwar im Gegensatz zur Bremen- und Brandenburg-Klasse in den Hangar der Sachsen-Klasse, allerdings müssten dafür die Hangartore vergrößert werden. Um den Flugbetrieb zu starten, müssen die Flugdeckreling umgeklappt und der Flight Control Tower besetzt werden. Bei der U-Jagd führt ein Sea Lynx das Tauchsonar mit („Dipper“), während der andere mit Torpedos bereitsteht („Pony“). In der Anti-Schiff-Rolle gibt es kein festes Einsatzschema.

## Schiffsliste
Insgesamt wurden nur drei Einheiten beschafft, die Option auf ein viertes Schiff wurde nicht wahrgenommen. Der Stückpreis beträgt rund 700 Millionen Euro.
| Kennung | Name      | Rufzeichen                 | Werft                              | Kiellegung                 | Stapellauf                 | Auslieferung               | Indienststellung           | Heimathafen                |
| ------- | --------- | -------------------------- | ---------------------------------- | -------------------------- | -------------------------- | -------------------------- | -------------------------- | -------------------------- |
| F 219   | Sachsen   | DRAA                       | Blohm + Voss, Hamburg              | 1. Februar 1999            | 20. Januar 2001            | 29. November 2002          | 4. November 2004           | Wilhelmshaven              |
| F 220   | Hamburg   | DRAB                       | Howaldtswerke-Deutsche Werft, Kiel | 1. September 2000          | 16. August 2002            | September 2004             | 13. Dezember 2004          | Wilhelmshaven              |
| F 221   | Hessen    | DRAC                       | Nordseewerke, Emden                | 14. September 2001         | 26. Juli 2003              | 7. Dezember 2005           | 21. April 2006             | Wilhelmshaven              |
| (F 222) | Thüringen | Nicht wahrgenommene Option | Nicht wahrgenommene Option         | Nicht wahrgenommene Option | Nicht wahrgenommene Option | Nicht wahrgenommene Option | Nicht wahrgenommene Option | Nicht wahrgenommene Option |